# 阿爾塔蒙特 (密蘇里州)
阿爾塔蒙特（英語：Altamont）是位於美國密蘇里州戴維斯縣的村。

## 人口
根據2020年美國人口普查的數據，阿爾塔蒙特的面積為0.67平方千米，當中陸地面積為0.66平方千米，而水域面積為0.01平方千米。當地共有人口171人，而人口密度為每平方千米255人。